# O'Galop
O'Galop, pseudonyme de Marius Rossillon, est un artiste peintre, dessinateur humoristique, affichiste et réalisateur français, né le 8 juin 1867 à Lyon et mort le 2 janvier 1946 à Carsac (Dordogne).

## Biographie
Marius Rossillon nait à Lyon le 8 juin 1867. En 1890, il y suit les cours de l'École des Beaux-arts puis s'installe à Paris en 1895.
Peintre aquarelliste et dessinateur publicitaire, il travaille pour de nombreuses revues humoristiques sous le nom de O'Galop (surnom dû au fait que ses dessins devaient être rendus très rapidement) : Le Rire, où son frère Ulysse est rédacteur en chef, L'Assiette au beurre, Le Pêle-Mêle, Le Cri de Paris, Le Charivari. 
Il est l'inventeur en 1898 de Bibendum, pour les pneus Michelin, dont il est l'affichiste attitré jusqu'en 1910.
Après avoir réalisé des plaques de verre pour des lanternes magiques, il passe à la réalisation de dessins animés distribués par Pathé-Baby. Il réalise, comme ses amis Émile Cohl et Benjamin Rabier, une trentaine de courts métrages entre 1912 et 1924.
Il est l'auteur de publicités et d'affiches destinées à des marques comme le dentifrice Gibbs (en), les pâtes Lustucru, les stylos Waterman ou l'alcool de menthe Ricqlès.
Il écrit ou illustre des livres pour enfants ainsi que des recueils d'images d'Épinal comme l'album Monsieur Pitoncourt.
Il se marie avec Christine Devaux, une modiste rencontrée en 1898 à Paris, achète une maison en Dordogne à Beynac où le couple vient passer les étés puis à partir de 1904 des séjours plus fréquents. Il s'y installe en 1938 à la mort de son épouse, avant d'entrer en maison de retraite en 1942 à Carsac où il meurt le 2 janvier 1946.
Il a peint de nombreux paysages et scènes en aquarelle, représentant notamment la vallée de la Dordogne.

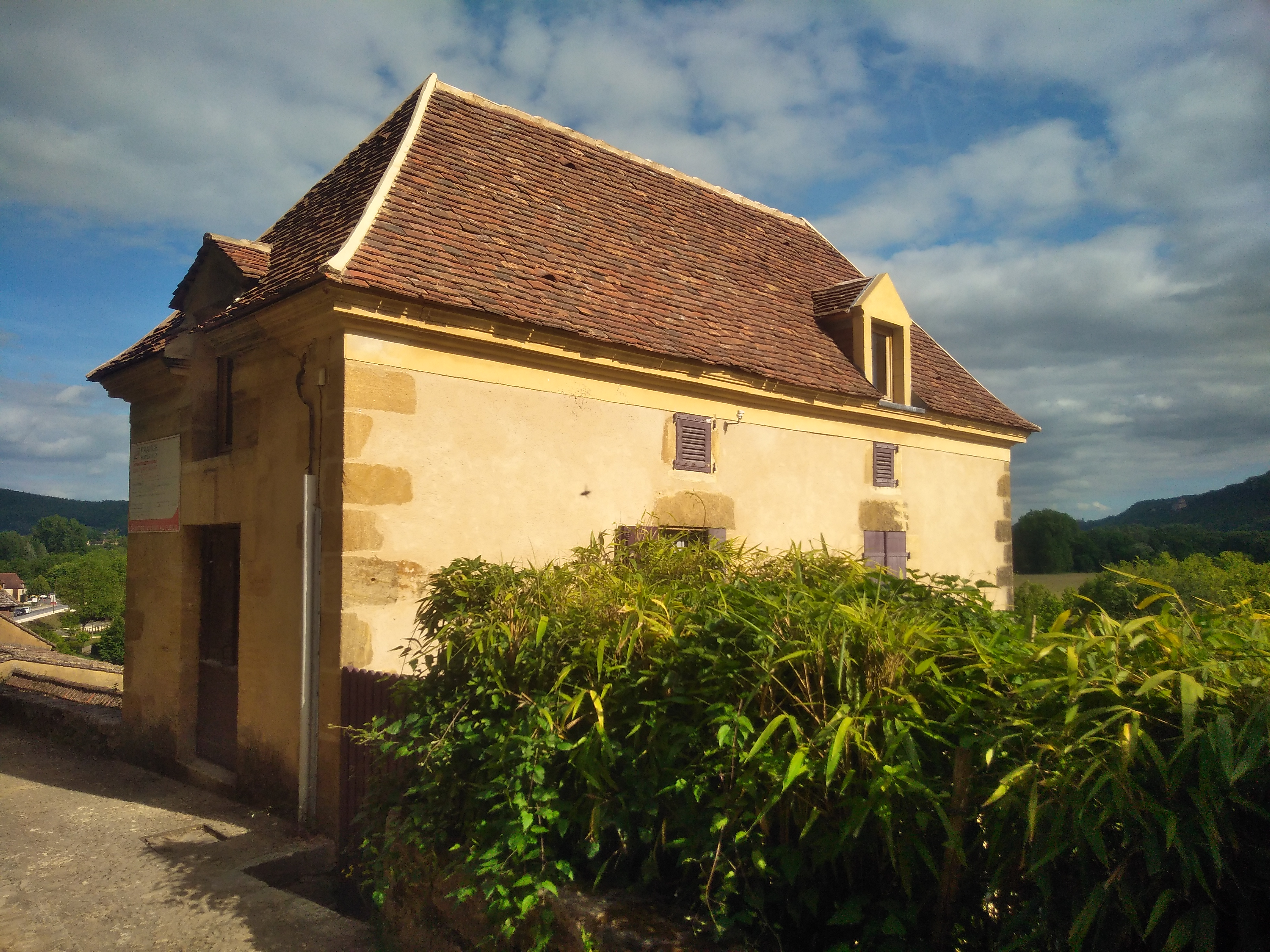
Sa maison à Beynac, dans le Périgord

## Œuvre

### Ouvrages illustrés
- Le Dirigeable Cage-à mouches no 1
- L'Auto K6 O 20
- Alphabet des animaux - Grosses bêtes
- L'Illustre Docteur Mêli-Mêlo à la ferme
- Zéphyrin Linot, Imagerie Pellerin et Cie, Épinal
- Les Émotions de Polydore Marasquin
- Les Aventures d'une poupée
- L'Arche de Noé

### Films d'animation
- 1910 : La Belette entrée dans le grenier[3]
- 1912 : Petites Causes grands effets
- 1912 : Le Circuit de l'alcool
- 1918 : L'aigle boche est vaincu
- 1919 : La tuberculose se prend sur le zinc
- 1920 : On doit le dire
- 1924 : La Colombe et la Fourmi[3]

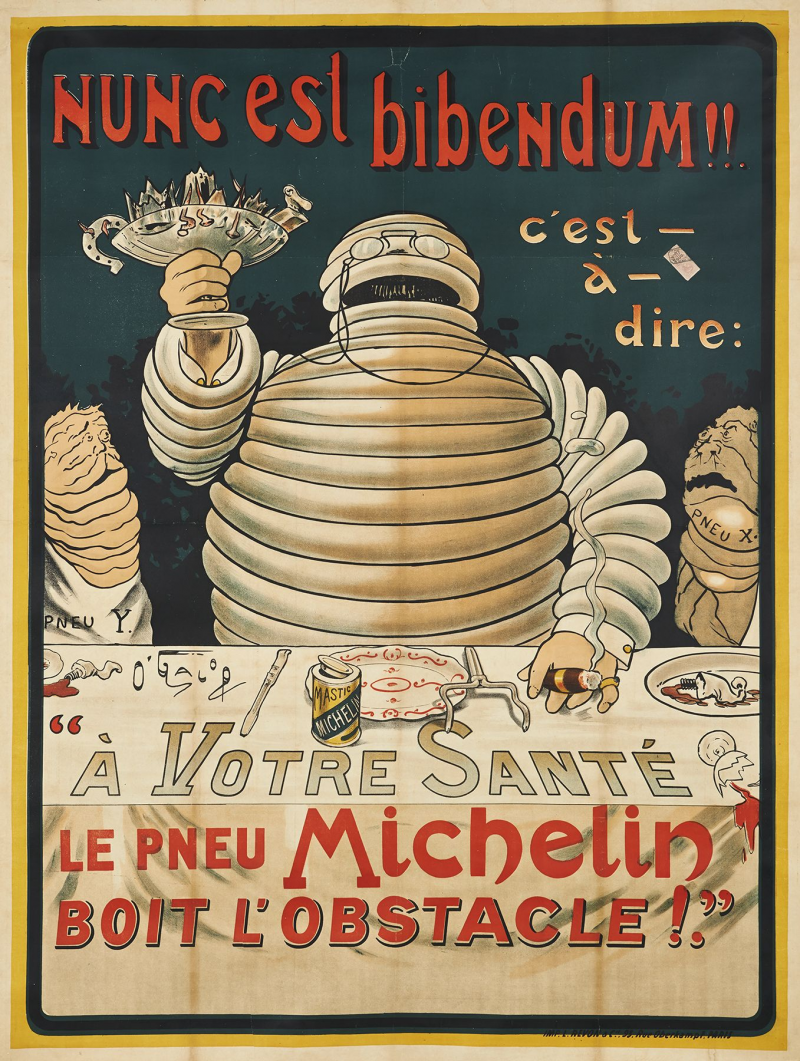
Bibendum par O'Galop
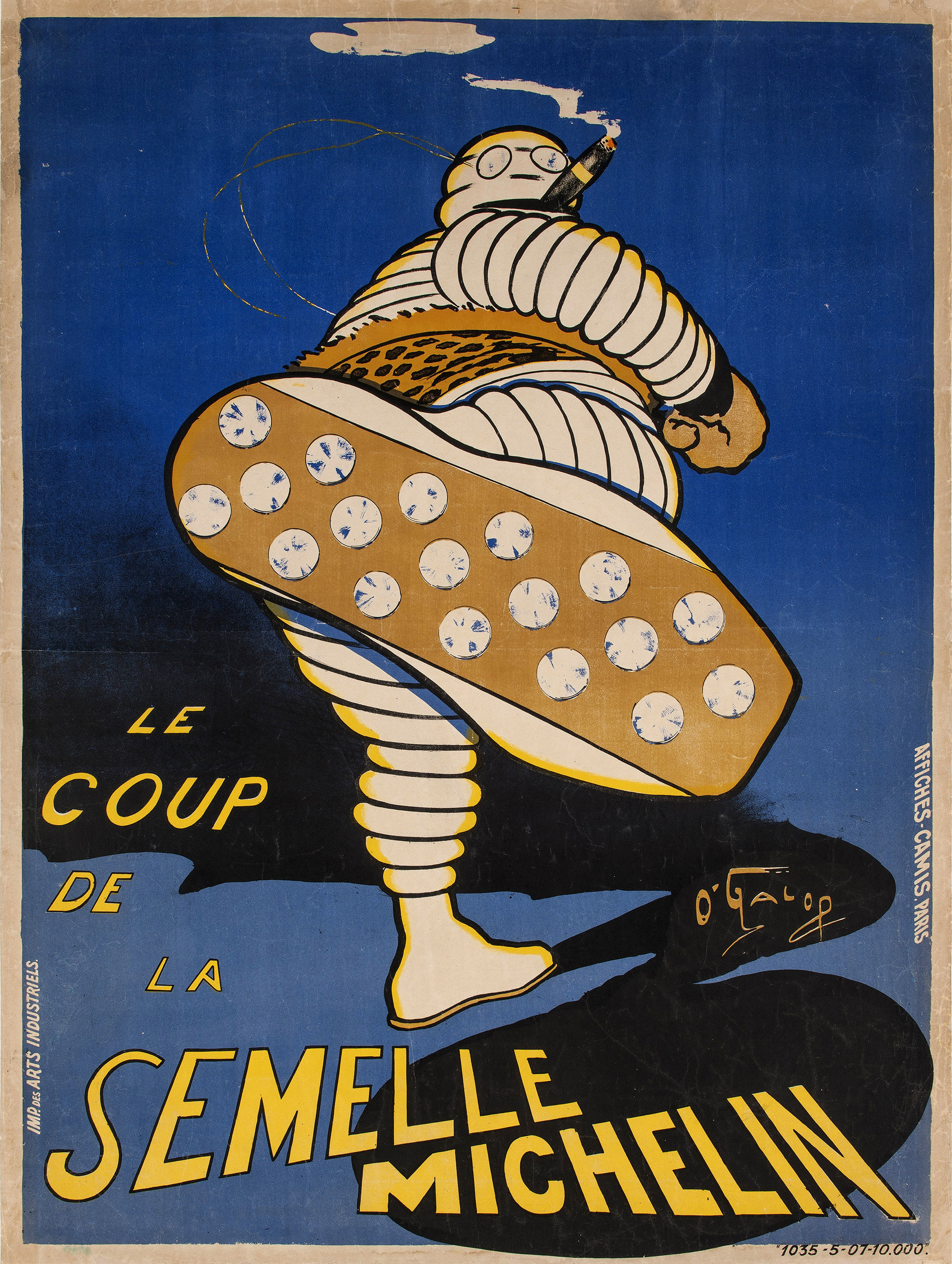
Semelle Michelin